# Poieni-Solca
Poieni-Solca est une commune du județ de Suceava en Roumanie.